# Кардосо, Руди
Руди Алехандро Кардосо Фернандес (исп. Rudy Alejandro Cardozo Fernandez; родился 14 февраля 1990 года, Тариха, Боливия) — боливийский футболист, полузащитник клуба «Хорхе Вильстерманн». Выступал за сборную Боливии.

## Клубная карьера
Кардосо — воспитанник клуба «Боливар». В 2008 году он был замечен скаутами израильского «Хапоэль» Ирони Нир и приглашен в команду. В израильской лиге Руди провёл сезон, после чего вернулся в «Боливар». 7 марта 2010 года в матче против «Хорхе Вальстреманн» он дебютировал в чемпионате Боливии. 16 мая в поединке против «Ауроры» Кардосо забил свои первые голы за «Боливар». В 2011 году Руди стал чемпионом Боливии, а через два года повторил успех. В 2014 году Кардосо помог своему клубу выйти в 1/4 финала Кубка Либертадорес.
В 2015 году на правах аренды он полгода провёл в бразильском клубе «Португеза Деспортос».

## Международная карьера
12 августа 2010 года в товарищеском матче против сборной Колумбии Кардосо дебютировал за сборную Боливии. 3 сентября 2011 года в поединке против сборной Перу он забил свой первый гол за национальную команду.

### Голы за сборную Боливии
| # | Дата            | Место                                   | Противник | Счёт | Результат | Соревнование                     |
| - | --------------- | --------------------------------------- | --------- | ---- | --------- | -------------------------------- |
| 1 | 3 сентября 2011 | Национальный стадион, Лима, Перу        | Перу      | 1:2  | 2:2       | Товарищеский матч                |
| 2 | 7 сентября 2011 | Сентенарио, Монтевидео, Уругвай         | Уругвай   | 1:1  | 4:2       | Чемпионат мира 2014 квалификация |
| 3 | 15 августа 2013 | Пуэбло Нуэво, Сан-Кристобаль, Венесуэла | Венесуэла | 1:1  | 2:2       | Товарищеский матч                |
| 4 | 7 июня 2014     | Ред Булл Арена, Нью-Джерси, США         | Греция    | 2:1  | 2:1       | Товарищеский матч                |

## Достижения
Командные
 «Боливар»
- Чемпионат Боливии по футболу — 2011
- Чемпионат Боливии по футболу — Клаусура 2012/2013